# Miltenberg
Miltenberg est une ville allemande, chef-lieu de l'arrondissement du même nom dans le Regierungsbezirk de Basse-Franconie en Bavière.

## Géographie

### Situation
Le vieux Miltenberg se trouve sur la rive gauche du Main, dans le coin gauche du Mainviereck (« Le carré du Main »), entre le Spessart et le massif de l’Odenwald. Comme le lit du Main dans la région de Miltenberg se trouve au pied des contreforts de l’Odenwald, seule une courte bande de terre ferme est exploitable, celle-ci subit durant les siècles passés maintes inondations. La Vieille Ville qui se trouve sur cette courte bande de terrain a parfois considérablement souffert de ces inondations. À partir du début du XXe siècle, Miltenberg a commencé à s’étendre sur la rive droite du Main après avoir acquis du terrain de la communauté voisine de Großheubach.

### Agencement de la ville
La municipalité de Miltenberg est divisée en huit zones :
| - Berndiel - Breitendiel - Geisenhof - Mainbullau | - Miltenberg - Monbrunn - Schippach - Wenschdorf |

## Histoire

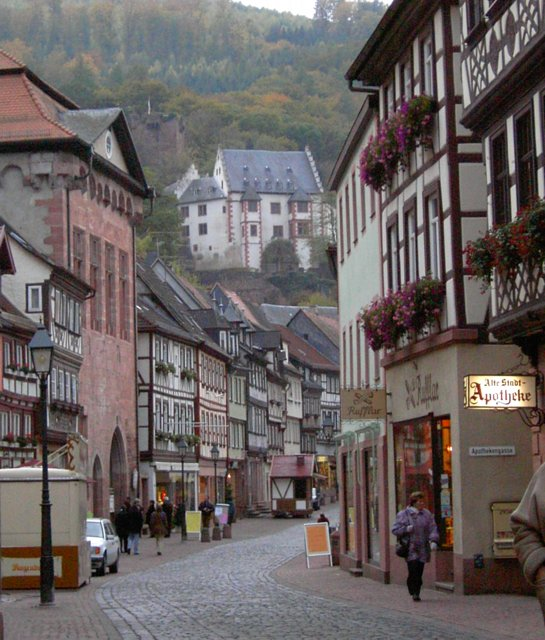
Vieille ville et château de Mildenburg

Déjà à l’époque de la Préhistoire et de la Protohistoire, les habitants de la région voyaient l’importance stratégique de ce détroit dans le « genou » du Main, entre le Spessart et l’Odenwald, construisant des remparts circulaires sur les hauteurs de Miltenberg et Bürgstadt, les montagnes Greinberg et Bürgstadter Berg. Aux environs de 155 ap. J.-C., les Romains construisirent le limes allemand sur le Main. Dans les environs du Miltenberg actuel, le limes longeait le Main, qui était alors la frontière naturelle l’Empire romain et la Germanie. Les restes de deux camps romains (castrum) peuvent être trouvés dans les environs, un se trouve entre Miltenberg et Bürgstadt (Kastell Miltenberg-Ost), l’autre entre Miltenberg et Kleinheubach (Altstadkastell).
Sous la protection du château de Mildenburg, construit sur les hauteurs de la ville au début du XIIIe siècle, Miltenberg se développa. La première mention écrite date de 1237. Aux alentours de 1379 les deux tours de la ville, la porte de Mayence et la porte de Wurtzbourg encadrèrent l’Est et l’Ouest de l’actuelle vieille ville, qui se développa étroitement le long de la rivière et sur la pente abrupte. Déjà au Moyen Âge, le grès de Miltenberg était très recherché, avec des éléments comme des meules ou des colonnes taillés dans les bois environnants. Avant 1319, le Spital St. Peter fut fondé par l’archevêque Pierre d'Aspelt.

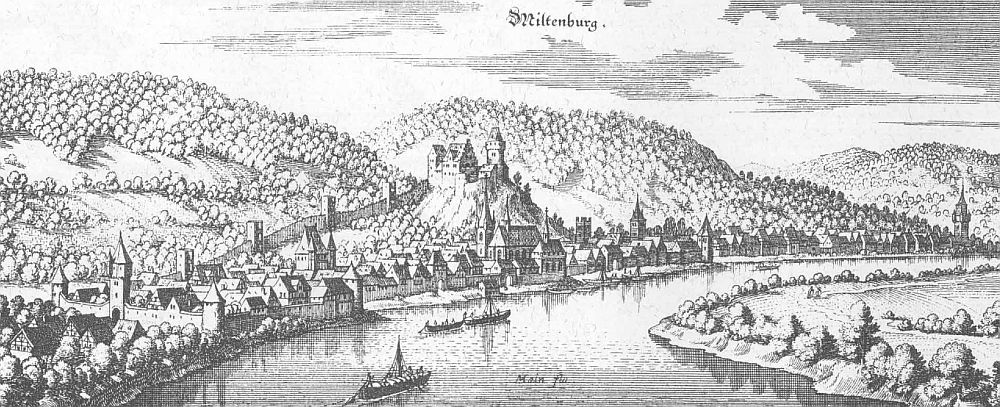
Miltenberg – Extrait de Topographia Hassiae de Matthäus Merian le Jeune, 1655

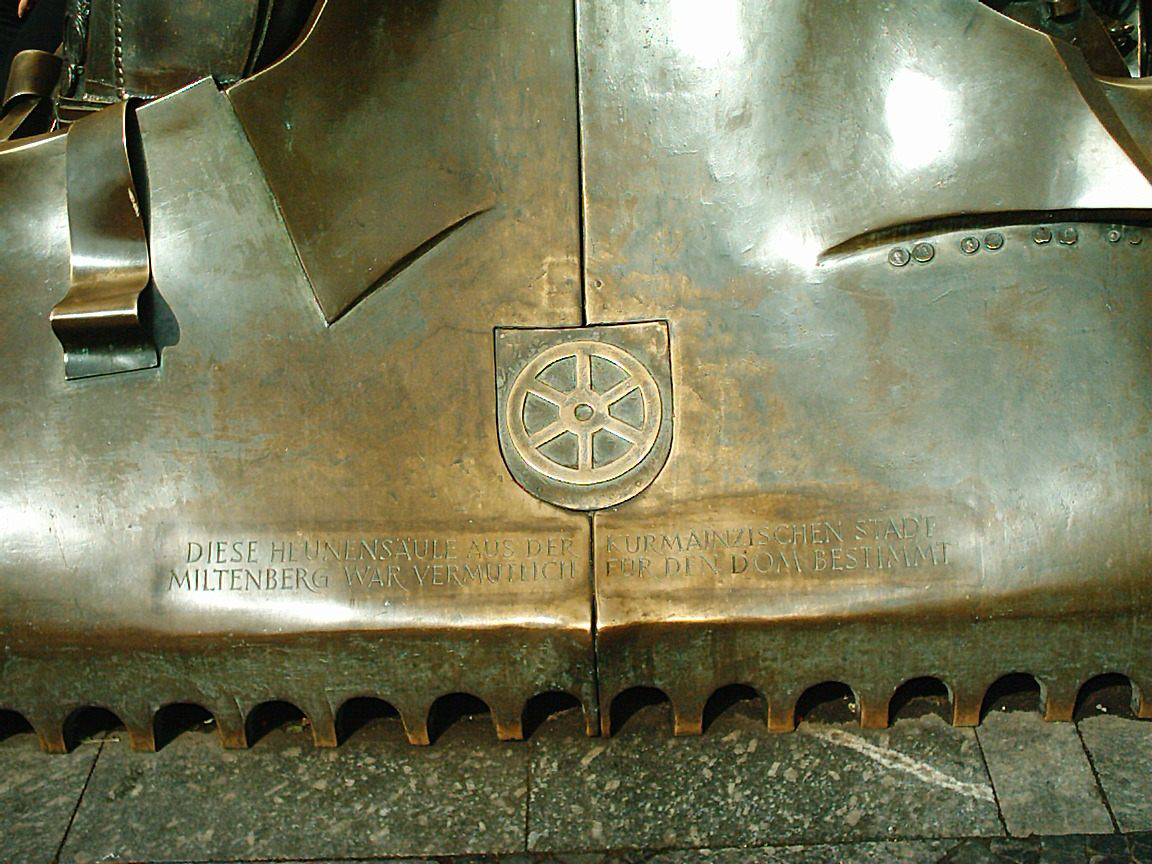
Inscription sur le Heunen-Säule

Jusqu’en 1803, Miltenberg faisait partie de l'Électorat de Mayence. Cette appartenance est toujours visible dans le blason de la ville, qui comporte la Roue de Mayence comme charge héraldique. Après le Recès d’Empire de 1803 (Reichsdeputationshauptschluss), Miltenberg devint part de la Principauté de Leiningen, avec laquelle elle fut incorporée au grand-duché de Bade. Après avoir fait partie du grand-duché de Hesse-Darmstadt en 1810, la ville est finalement absorbée par la Bavière en 1816.
De Miltenberg proviennent ce qu’on appelle en allemand Heunensäule, des colonnes de grès qui étaient supposées être utilisées il y a plus de mille ans, lors de la construction de la cathédrale Saint-Martin de Mayence. Cependant le maître d’œuvre décida qu’elles n’étaient pas utiles et elles ne furent jamais intégrées à la construction de l'édifice. L’une d’entre elles se trouve désormais dans le parc de la cathédrale, elle fut offerte comme cadeau de la ville, pour les mille ans de la cathédrale en 1975. Elle comporte une plaque explicative.
Miltenberg possède une vieille ville historique ou se trouvent de nombreuses maisons à colombages. En 1912 et 1955 Miltenberg acquit de nouvelles terres sur le rive droite du Main pour permettre et continuer le développement de la ville.
Le château de Mildenburg est propriété de la ville depuis 1979. Les façades furent rénovées en 1971, première étape d’un long projet de rénovation et de restauration. Dans les fortifications intérieures se trouvent le Teutonenstein, une colonne de grès haute de cinq mètres dont les inscriptions restent à ce jour encore un puzzle.
En 2006 la ville acquit une renommée nationale, grâce au curé Ulrich Boom qui sonna pendant vingt minutes les cloches afin de protester contre un rassemblement du Parti national-démocrate d'Allemagne.

### Expansion
Les communes suivantes furent rattachées à Miltenberg :
- Premier janvier 1971 : Breitendiel
- Premier janvier 1976 : Mainbullau
- Premier janvier 1976 : Schippach (avec Berndiel)
- Premier janvier 1976 : Wenschdorf (avec Monbrunn)

### Religion
- Histoire de la communauté juive et de sa synagogue avant la Seconde Guerre mondiale.

## Politique

### Maires
- 1870-1905 : Jakob Josef Schirmer
- 1906-1924 : Franz Breitenbach
- 1925-1930 : Dr Roland Schmid
- 1930-1933 : Wilhelm Schwesinger
- 1933-1935 : Josef Funk
- 1935-1945 : Anton Burkart
- 1945-1951 : Oskar Sermersheim
- 1952-1966 : Anton Blatz
- 1966-1978 : Ludwig Büttner
- 1978-1990 : Anton Vogel
- 1990-2014 : Joachim Bieber
- depuis 2014 : Helmut Demel

### Conseil municipal
Il est composé de vingt conseillers municipaux, proportionné comme suit :
- CSU : 7 sièges
- SPD : 3 sièges
- B.90/Die Grünen : 2 sièges
- Parti Libéral de Miltenberg : 6 sièges
- Miltenberger Wahlgemeinschaft (Communauté des électeurs de Miltenberg) : 2 sièges
- Indépendants : 1 siège

### Jumelage
- Arnouville (France) depuis 1982
- Duchcov (Tchéquie) depuis 2005

### Parrainage
En 1960 le parrainage des Allemands ayant dû quitter la ville et le comté de Duchcov a été pris en charge par Miltenberg.

### Blason
Les armoiries de la ville peuvent décrites ainsi : de gueules rouge et blanche, avec Roue de Mayence et lettre M.
Miltenberg appartenait lors de sa fondation au XIIIe siècle jusqu'à la fin du Saint-Empire romain germanique en 1803 à l’Électorat de Mayence, c’est pour cela que l’on retrouve la Roue de Mayence sur ce blason. Le M apparu pour la première fois au XVIe siècle sur un sceau qui incluait aussi Saint-Martin, comme les anciens sceaux. Les armoiries actuelles sont basés sur celles qui se trouvaient autrefois sur la désormais détruite Schindtor, une porte de la ville.

## Tourisme et culture

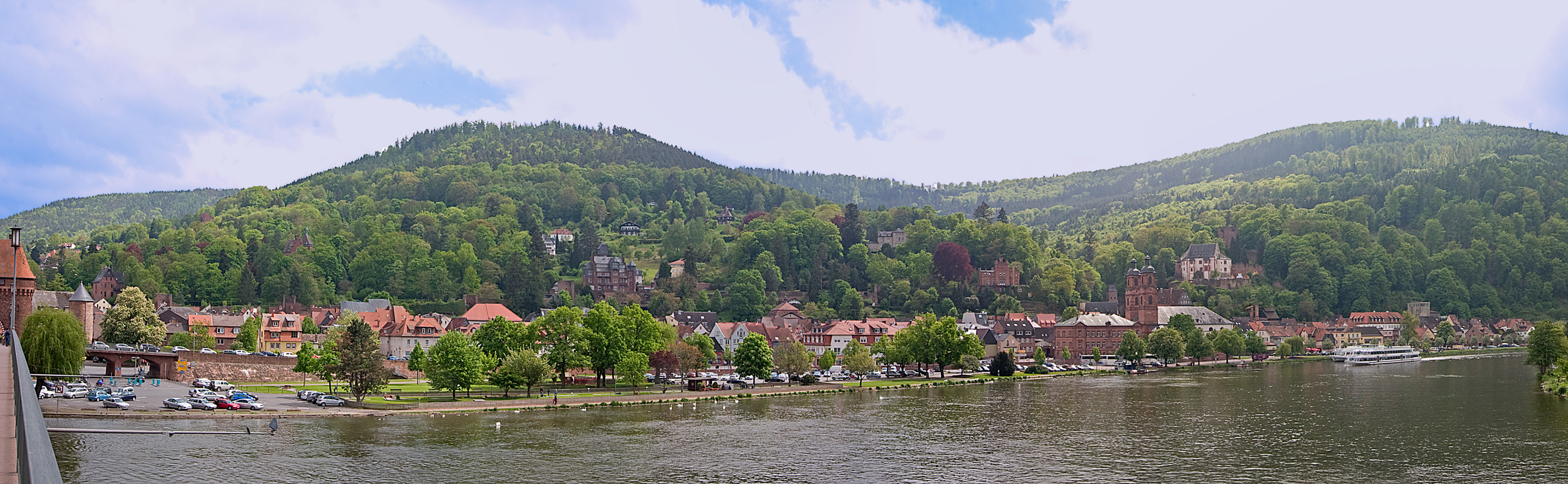
Vue panoramique de la vieille ville de Miltenberg depuis le pont sur le Main

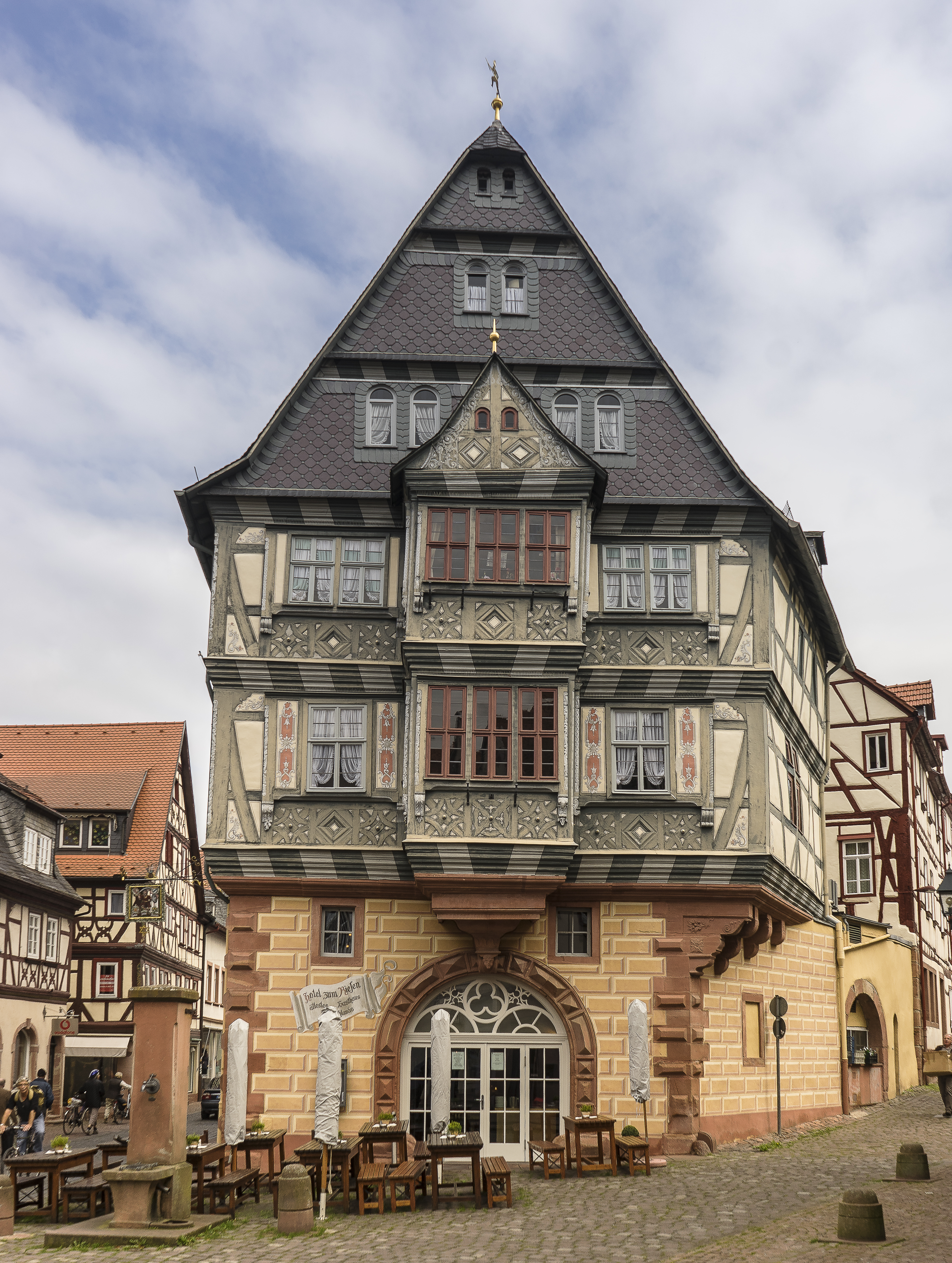
Hôtel Zum Riesen en 2014

- Le château Mildenburg, le musée de la ville, la vieille ville, la place du marché (Schnatterloch), Zum Riesen peut-être la plus vieille auberge d’Allemagne, la vieille mairie, les portes de Mayence et de Wurtzbourg ainsi que les lieux historiques dans les bois environnants sont tout autant de possibilités de visite. De plus, la chapelle Saint-Laurent, Laurentiuskapelle, se trouve juste derrière la porte de Mayence, celle-ci est entourée d’un cimetière datant du XIVe siècle.
- Miltenberg se trouve sur le Fränkischer Rotwein Wanderweg, « le chemin de randonnée des vins rouges de Franconie », qui fut créé en 1990 : celui-ci commence à Großwallstadt-sur-Main et se termine à Bürgstadt, en passant par Miltenberg.
- Miltenberg est reliée à la ville de Bingen, situé à 160 km, par la Route der Industriekultur Rhein-Main (« Route de la culture industrielle Rhin-Main »)[4]. Ce parcours culturel s’intéresse à l’âge industriel dans le Sud de l’Allemagne, tout du long se trouve 700 bâtiments référencés, dont la vieille gare de Miltenberg.

### Événements annuels
- La Stadtfest (le Festival de la Ville) est organisé le premier week-end de juillet.
- Fin juillet les Mildenburger Theatertage (journées du Théâtre) ont lieu.
- La Michaelismesse commence le dernier weekend d'août et se poursuit pendant dix jours, la plus importante fête populaire de la région. Celle-ci n’a rien à voir avec la Michaelsmas, qui a lieu un mois plus tard, le 29 septembre.

## Économie et infrastructure
Le tourisme est l’activité économique la plus importante, les weekends tout particulièrement viennent des visiteurs des villes de la région de Hesse (Hanau, Offenbach am Main, Darmstadt, Frankfurt). Le grès et le commerce sont aussi importants.

### Transport
Miltenberg se trouve sur la ligne ferroviaire Aschaffenbourg – Wertheim.
De plus, le Madonnenlandbahn en direction de Seckach part de Miltenberg. Des trains partent en direction de Aschaffenbourg chaque jour régulièrement. En 1977 la Deutsche Bundesbahn a fermé la station de Miltenberg qui était un terminus, pour la remplacer par une station de l’autre côté du Main.
Miltenberg est très bien reliée aux agglomérations du Land de Hesse, où de nombreux habitants de la ville travaillent.
En 2008, la rocade fut achevée. Celle-ci fut le sujet de discussion et de prévision durant 25 ans. Le montant de la construction, qui s’élèv à 55 000 000 €, fut, pour la première fois en Bavière, payé par un partenariat public-privé.

### Écoles
On trouve à Miltenberg différentes écoles :
- Grundschule Miltenberg (école primaire)
- Heinrich-Ernst-Stötzner-Schule (établissement d’enseignement adapté)
- Johannes-Hartung-Realschule
- Johannes-Butzbach-Gymnasium
- Berufsschule Miltenberg-Obernburg
- Hauptschule Miltenberg

### Brasseries
Il n'existe actuellement qu'une brasserie en ville, la Brauhaus Faust. La brasserie Kalt-Loch-Bräu est fermée depuis mars 2010.

## Personnages célèbres

### Citoyens d'honneurs
- Andreas Lang (17 mars 1857 – 26 février 1946), chef forestier, fait citoyen d’honneur le 3/12/1917. A. Lang s’occupait des forêts entourant Miltenberg. De plus, il était président de l’association pour l’amélioration de Miltenberg. Il a encouragé l’ouverture de la région vers le tourisme.
- Gustav Jacob (22 février 1854 – 11 juin 1933), homme d’affaires, fait citoyen d’honneur le 3/12/1917. G. Jacob était le propriétaire de la société Steingaesser & Co. Lors de la célébration des cent ans de la société, il fut fait citoyen d’honneur de la ville. Il faisait aussi partie du collège municipal (Gemeindekollegium).
- Johann Jakob von Hauck (22 décembre 1861 – 23 janvier 1943), archevêque de Bamberg, fait citoyen d’honneur le 02/05/1921. Sa ville d'origine reconnut ainsi ses services apportés au diocèse de Wurtzbourg, dont Miltenberg fait partie.
- Rupert Poiger (12 août 1858 – 16 février 1935), professeur retraité, fut fait citoyen d'honneur le 01/01/1924. Poigier fut fait citoyen d’honneur lorsqu’il prit sa retraite. Il fut le directeur du Progymnasium avec la Realschule durant 25 ans et participa à la vie de la ville.
- Matthias Ehrenfried (3 août 1871 – 30 mai 1948), évêque de Wurtzbourg, fait citoyen d’honneur le 19/04/1927. Honoré pour avoir construit un séminaire épiscopal pour garçons, le « Kilianeum ».
- Heinrich Zunken (11 mars 1858 – 16 novembre 1952) Sanitätsrat (titre honorant le travail d’un praticien) fait citoyen d’honneur le 12/081/929. H. Zunkend fut durant 45 ans docteur à l’hôpital municipal.
- Josef Meisenzahl (19 octobre 1876 - 15 octobre 1952), prélat de la Maison pontificale, fait citoyen d’honneur le 05/05/1930. J. Meisenzhal a construit un séminaire épiscopal pour garçons.
- Martin Vierengel (23 février 1869 – 18 décembre 1960), professeur à la retraite, fait citoyen d’honneur le 30/07/1952. M. Vierengel fut professeur à Miltenberg et était un grand amoureux de musique. Pour ses services rendus à la municipalité il fut fait citoyen d’honneur.
- Ludwig Frosch (22 avril 1872 – 14 mai 1956), conseiller municipal à la retraite. L. Frosch fut honoré pour son investissement dans le développement de la ville, tout particulièrement la Michaelismesse[6].

### Enfants de la ville
- Johannes Butzbach (1477 Miltenberg–1516 Maria Laach), humaniste
- Johannes Hartung (1505 Miltenberg–1579 Fribourg-en-Brisgau), helléniste et hébraïsant
- Christoph Wamser (1580 probablement à Miltenberg–1649 présumément à Cologne), architecte baroque
- Joseph Martin Kraus (1756 Miltenberg–1792 Stockholm), compositeur
- Nikolaus Blöchinger (29 juin 1659 Miltenberg–17 septembre 1715 Seligenstadt), abbé Francis II
- Franz Ambros Alexander, fondateur de Gebr. Alexander, fabrique d'instruments de musique.
- Philipp Wirth (1808 Miltenberg–1878 Miltenberg), peintre
- Carl Gerster (1813 Miltenberg–1891 Ratisbonne), physicien et fondateur de la Fränkischer Sängerbund.
- Valentin Blatz (1826 Miltenberg–1894 Milwaukee), brasseur et banquier
- Hermann Graml (né en 1928), historien
- Ernst Volland (né en 1946), artiste
- Heiko Michael Hartmann (né en 1957), juriste et écrivain
- Joachim Spatz (né en 1964 à Schippach), politicien bavarois et ancien député FDP du Landtag
- Björn Hertl (né en 1976), footballeur professionnel au Wacker Burghausen
- Heiko Grimm (né en 1977), handballeur au HSV Hambourg
- Alois Bube (mai 1851 - 1908), brasseur, a fondé la brasserie Bube en Pennsylvanie qui existe toujours de nos jours.

### Personnalités liées à la ville
- Matthias von Buchegg, archevêque de Mayence et grand chancelier du Saint-Empire germanique, mort le 9 septembre 1328 à Miltenberg.
- Johann Draconites, aussi surnommé Johann le dragon, théologien et réformiste (prêtre à Miltenberg de 1522-1523), mort le 18 avril 1566 à Wittenberg.
- Rudolf Hirth du Frênes, peintre, né le 24 juillet 1846 à Gräfentonna près de Gotha. Mort le 1er mai 1916 à Miltenberg.
- Jakob Fischer-Rhein, peintre, né le 28 janvier 1888 à Düsseldorf ; mort le 28 octobre 1976 à Miltenberg
- Werner Beierwaltes, professeur de philosophie renommé, né le 8 mai 1931 à Klingenberg am Main
- Anton Schlembach, évêque émérite de Spire, né le 7 février 1932 à Großwenkheim
- Petrus Karl Mangold, franciscain (1920 - 1931 missionnaire au monastère de Miltenberg), mort le 18 juillet 1942 au camp de concentration de Dachau

## Pour approfondir
- Michael Josef Wirth: Chronik der Stadt Miltenberg, Miltenberg 1890; Réimpression : Neustadt/ Aisch 1987,  (ISBN 3-923006-58-6) (allemand)
- Jakob Josef Schirmer: Chronik der Stadt Miltenberg, Miltenberg 2004,  (ISBN 3-00-013149-3) (allemand)
- « 750 Jahre Stadt Miltenberg 1237 - 1987. »(Archive.org • Wikiwix • Archive.is • Google • Que faire ?) (consulté le 4 septembre 2017) Beiträge zur Geschichte, Wirtschaft und Kultur einer fränkischen Stadt, Miltenberg 1987 (allemand)
- Bernhard Oswald (ed): Lebenswege. Miltenberger Abiturienten 1950, Miltenberg 2007,  (ISBN 978-3-00-020445-6) (allemand)
- Werner Reuling: "Miltenberg Anno dazumal" Die Stadt und ihre Geschichte. Miltenberg 2001.  (ISBN 3-00-008208-5) (allemand)
- Wilhelm Otto Keller: 775 Jahre Stadt Miltenberg 1237-2012. Beiträge zur Stadtgeschichte von Wilhelm Otto Keller, Miltenberg 2012,  (ISBN 978-3-87707-864-8) (allemand).